# U-Haul
U-Haul est une entreprise américaine de location de matériel de déménagement et d'entreposage libre-service basée à Phoenix, en Arizona et qui est en activité depuis 1945. Fondée par Leonard Shoen à Ridgefield dans l'état de Washington, elle est active aux États-Unis et au Canada.

## Description

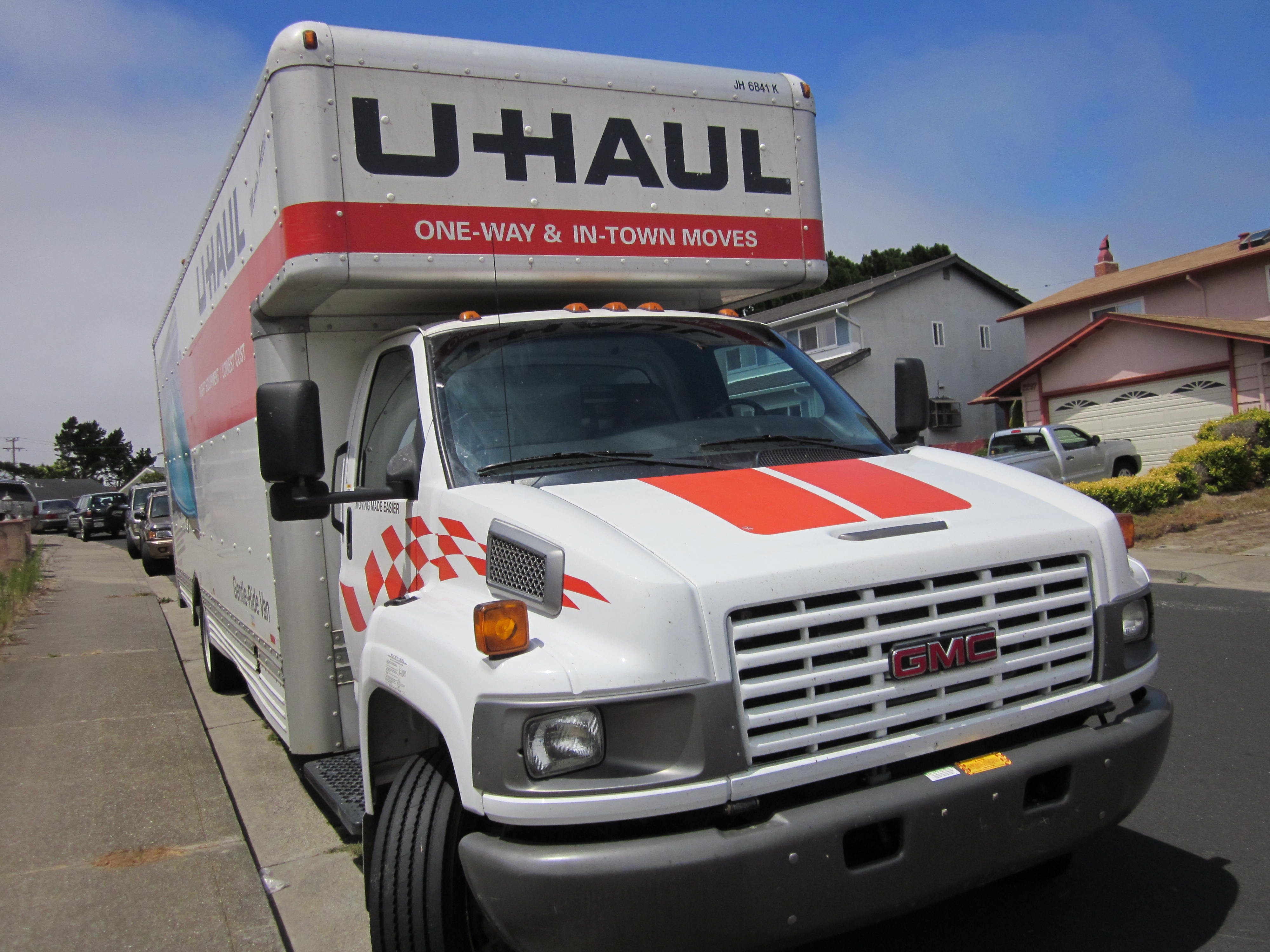
Un camion U-Haul.

U-Haul appartient à AMERCO, une société de portefeuille qui exploite également Amerco Real Estate, Republic Western Insurance et Oxford Life Insurance. La famille Shoen détient actuellement, directement et indirectement, environ 55 % de la société par actions cotée en bourse. L'entreprise loue des camions, des remorques et d'autres équipements. D'autres services sont offerts dans plusieurs centres et concessionnaires U-Haul comme des unités d'entreposage libre-service, des boîtes de déménagement, des fournitures d'emballage , du GPL carburant, des câbles d'attelage, des nettoyeurs de tapis.
En raison de l'omniprésence de l'entreprise aux États-Unis (le pays compte plus de 17 000 revendeurs actifs), le nom de l'entreprise est parfois utilisé comme marque générique pour désigner les services de toute société de location. La livrée utilisée sur les véhicules loués est largement reconnue, se composant principalement de blanc et d'une épaisse bande horizontale orange, en plus d'une grande image sur le thème de l'état (États-Unis) ou de la province (Canada), connue sous le nom de « SuperGraphics ».

## Histoire

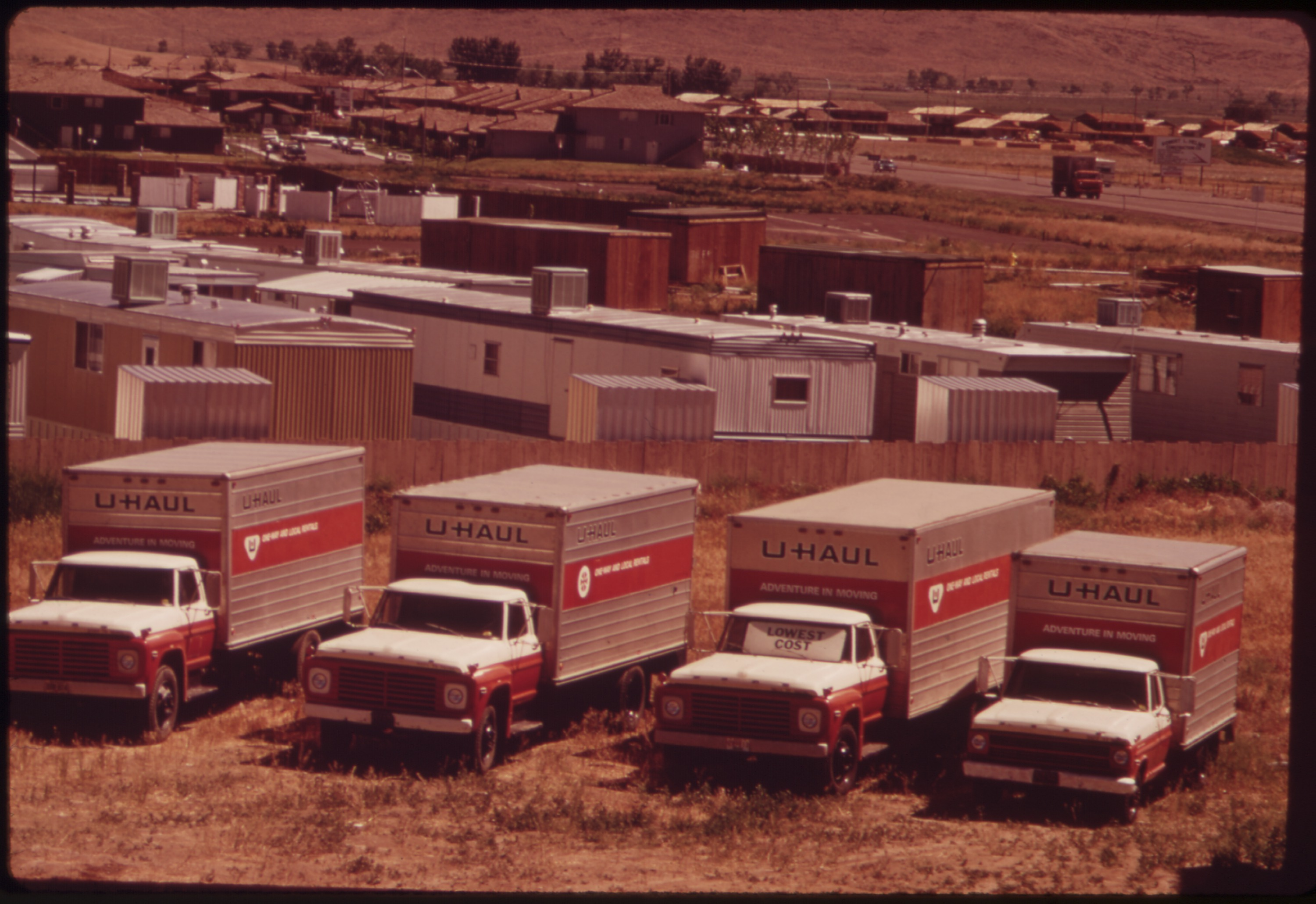
Camions U-Haul au Nevada en 1973.

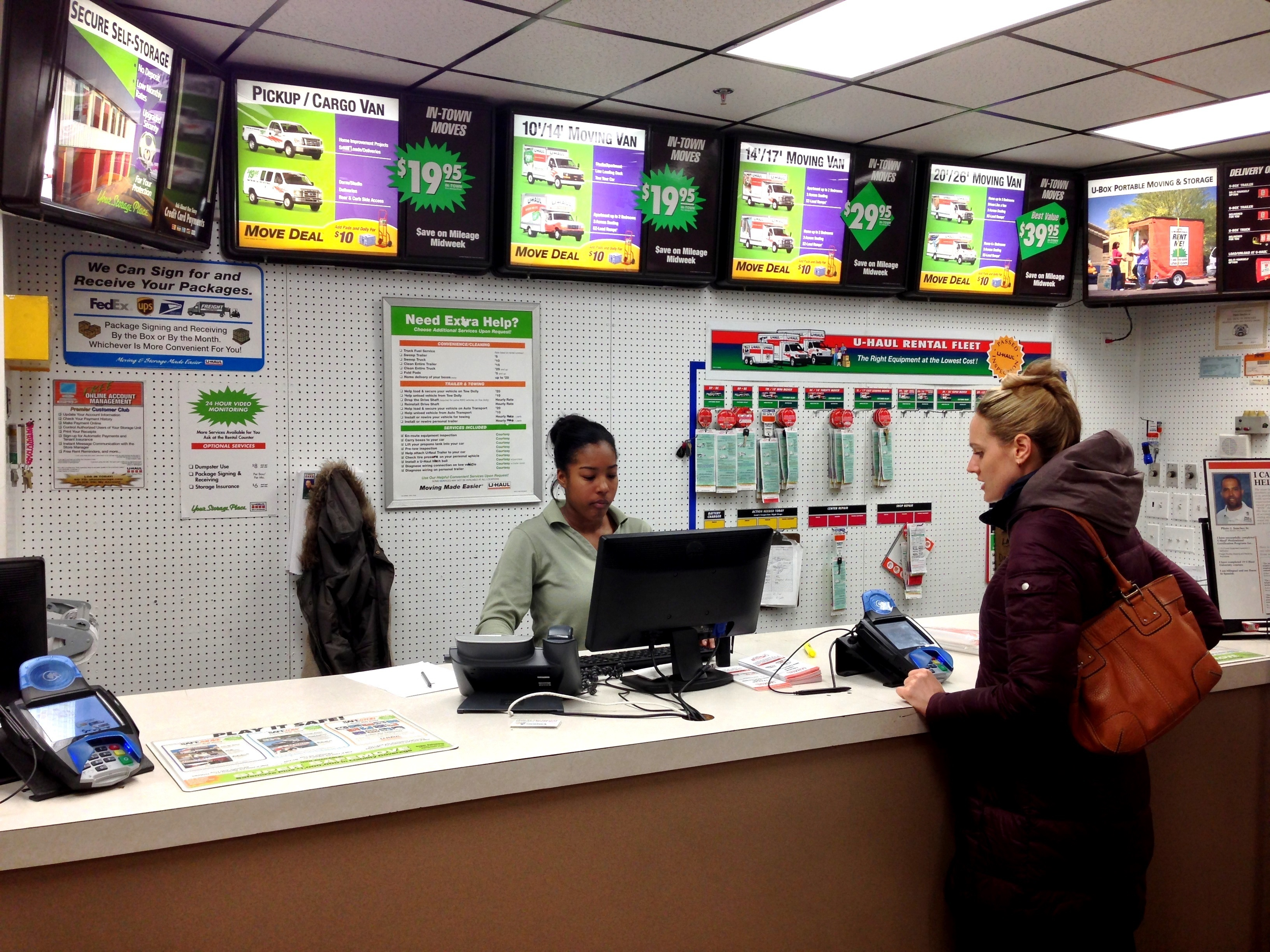
Intérieur d'un centre U-Haul à Stamford.

En 1945, à l'âge de 29 ans, Leonard Shoen cofonde U-Haul avec sa femme, Anna Mary Carty, dans la ville de Ridgefield dans l'état de Washington, avec un investissement de 5 000 $. Il commence par construire des remorques de location et partage les frais d'utilisation avec les propriétaires de station-service qu'il a franchisés en tant qu'agents. Le développement de location pour des allers simples permet à l'entreprise de croître.
En 1955, il y avait plus de 10 000 remorques U-Haul sur la route et la marque était connue à l'échelle nationale. Distrait dans une certaine mesure par la croissance de son entreprise, Shoen a pris le temps de se marier plusieurs fois et a finalement eu un total de 12 enfants, dont il a fait chacun des actionnaires. Des querelles familiales se sont transformées en affrontements physiques entre certains des enfants lors de réunions d'entreprise. Shoen a transféré tout sauf 2 % du contrôle à ses enfants lorsque deux d'entre eux, Joe et Mark, ont lancé un rachat de l'entreprise qui sera réussi en 1986. La prise de contrôle a déclenché un conflit familial majeur qui a conduit à un jugement de 461 millions de dollars en faveur de Leonard Shoen et d'autres. En 1999 à l'âge de 83 ans, Leonard Shoen décède lorsqu'il s'est écrasé contre un poteau téléphonique près de son domicile de Las Vegas.
La famille Shoen, dont fait partie le président actuel Joe Shoen, détient environ 40 % de U-Haul par l'intermédiaire de sa société de portefeuille AMERCO. Cette société a déposé une faillite en vertu du chapitre 11 en juin 2003 et s'en est sorti en mars 2004. Le dossier n'incluait pas et n'a pas effecté les opérations de U-Haul.
En 2012, une autre entreprise de déménagement et d'entreposage, PODS, poursuit U-Haul devant la Cour de district des États-Unis pour contrefaçon de marque, affirmant que U-Haul utilisait « de manière inappropriée et illégale » le mot pods (en français : capsule) pour décrire son produit U-Box. Le 25 septembre 2014, un jury a statué que U-Haul avait enfreint les marques de commerce de PODS, semant la confusion et nuisant aux affaires de PODS. Le jury a conclu que U-Haul avait injustement profité de la mention du terme sur ses supports marketing et publicitaires et n'avait commencé à utiliser le mot qu'après que PODS soit devenu célèbre en tant que nom de marque dans l'industrie. Le jury a accordé à PODS 62 millions $ de dommages et intérêts. En 2014, UHaul poursuit HireAHelper pour contrefaçon de marque, une poursuite qui a été réglée à l'amiable.
Chaque mois de décembre, les services d'U-Haul sont utilisés par UPS, USPS et FedEx, pour faire augmenter leurs flottes de véhicules de livraison en raison de l'augmentation due à Noël et aux vacances.

## Équipement

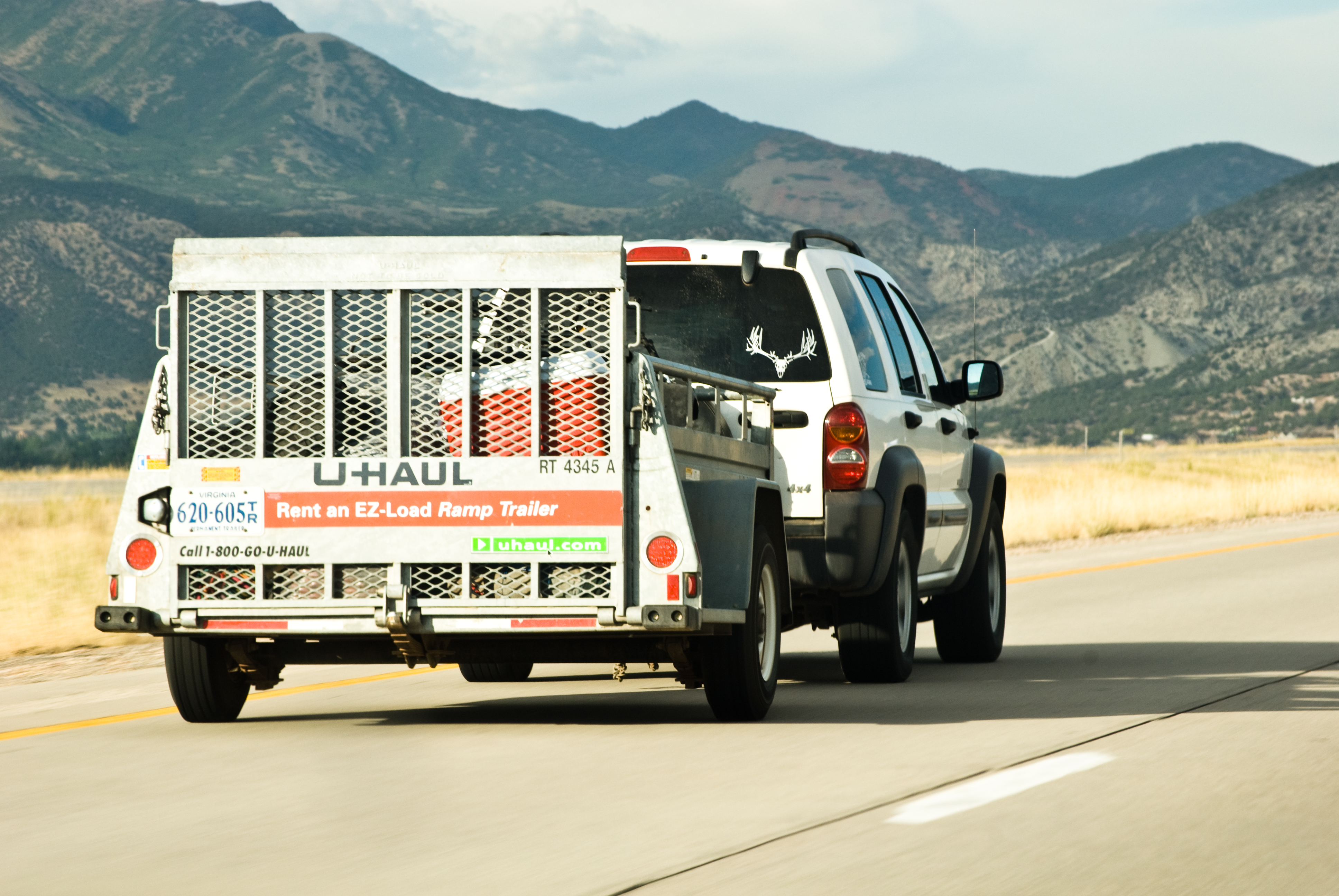
Remorque pour automobile.
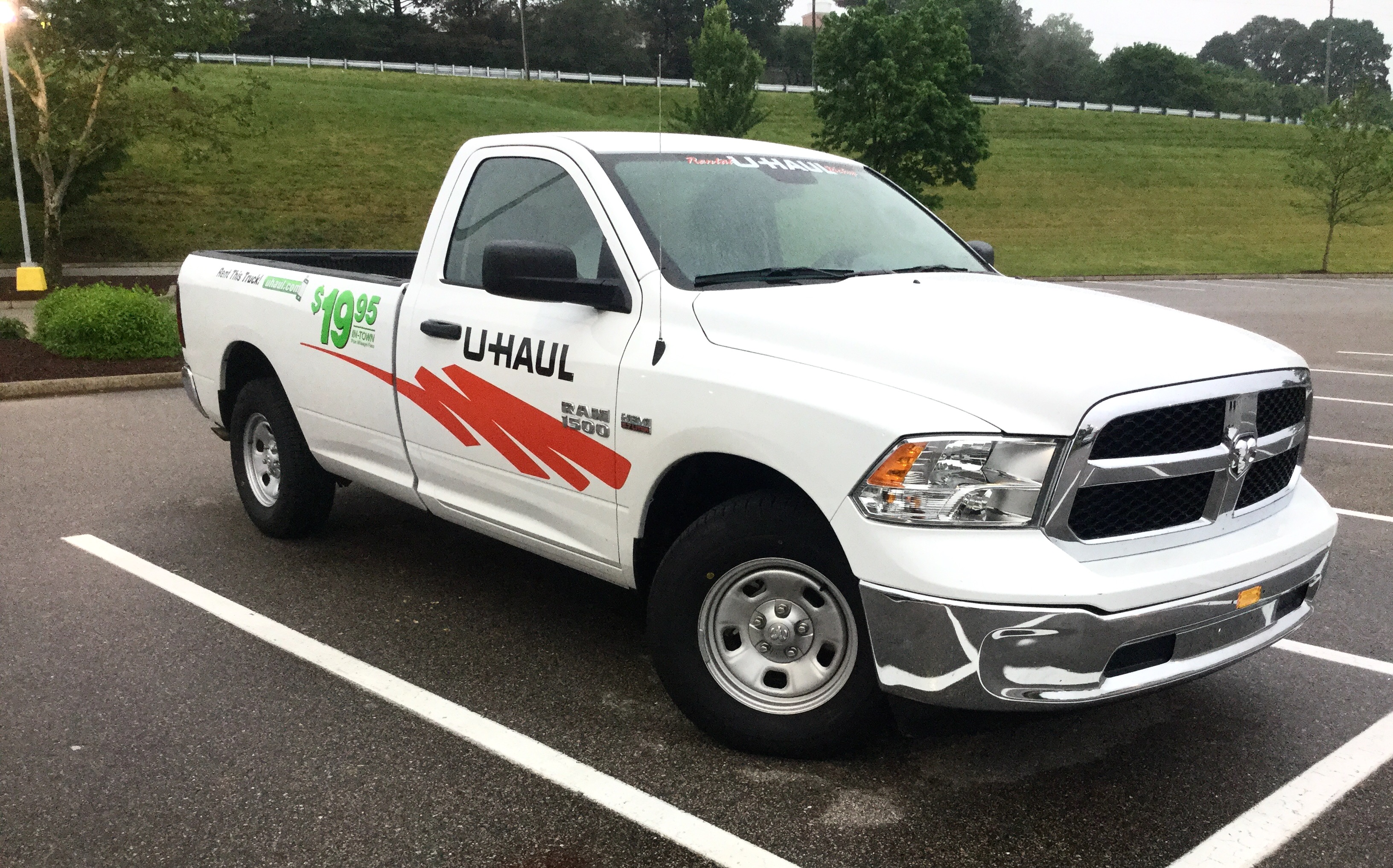
Pick-up.
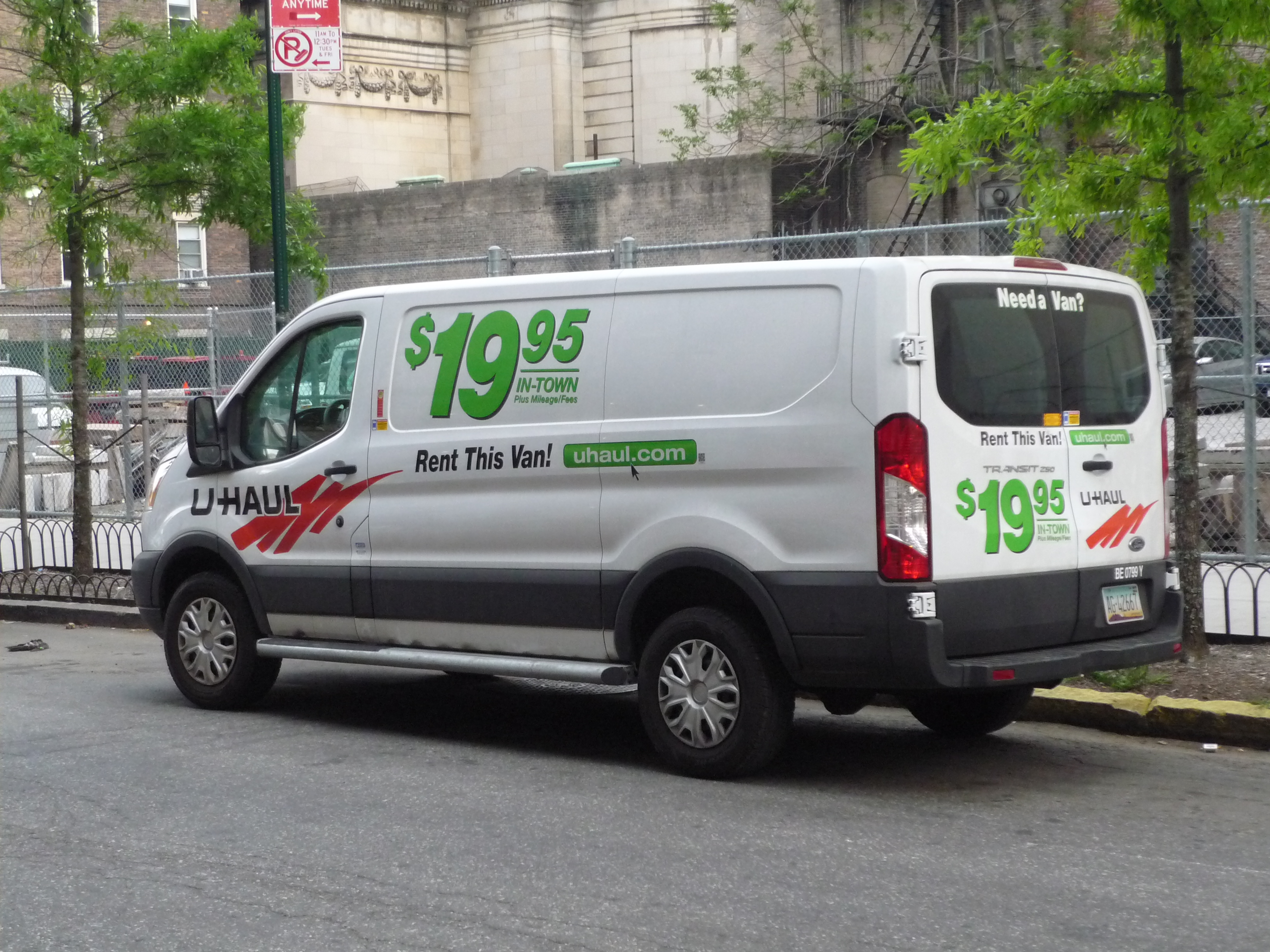
Camionnette.
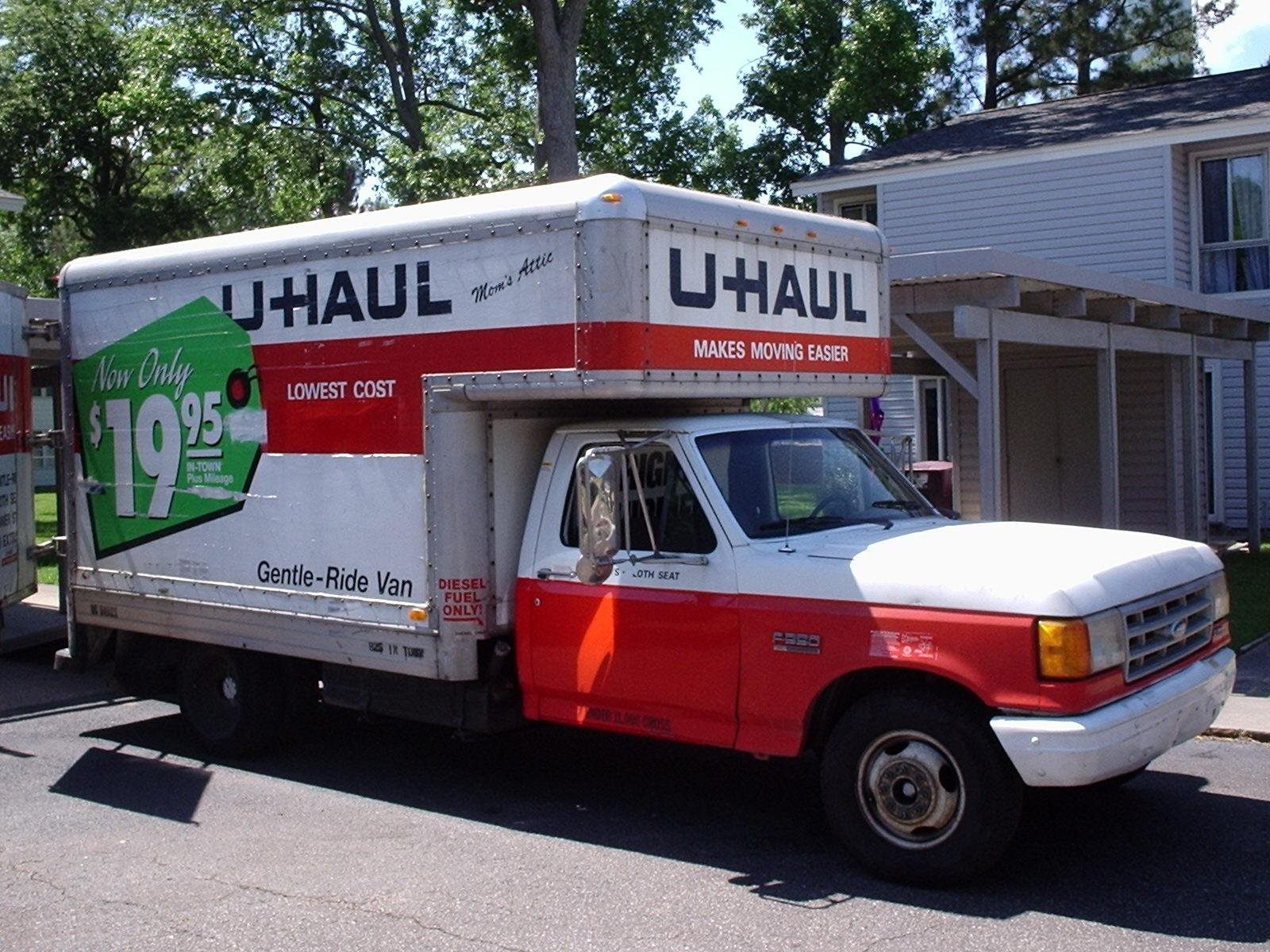
Mom's Attic.
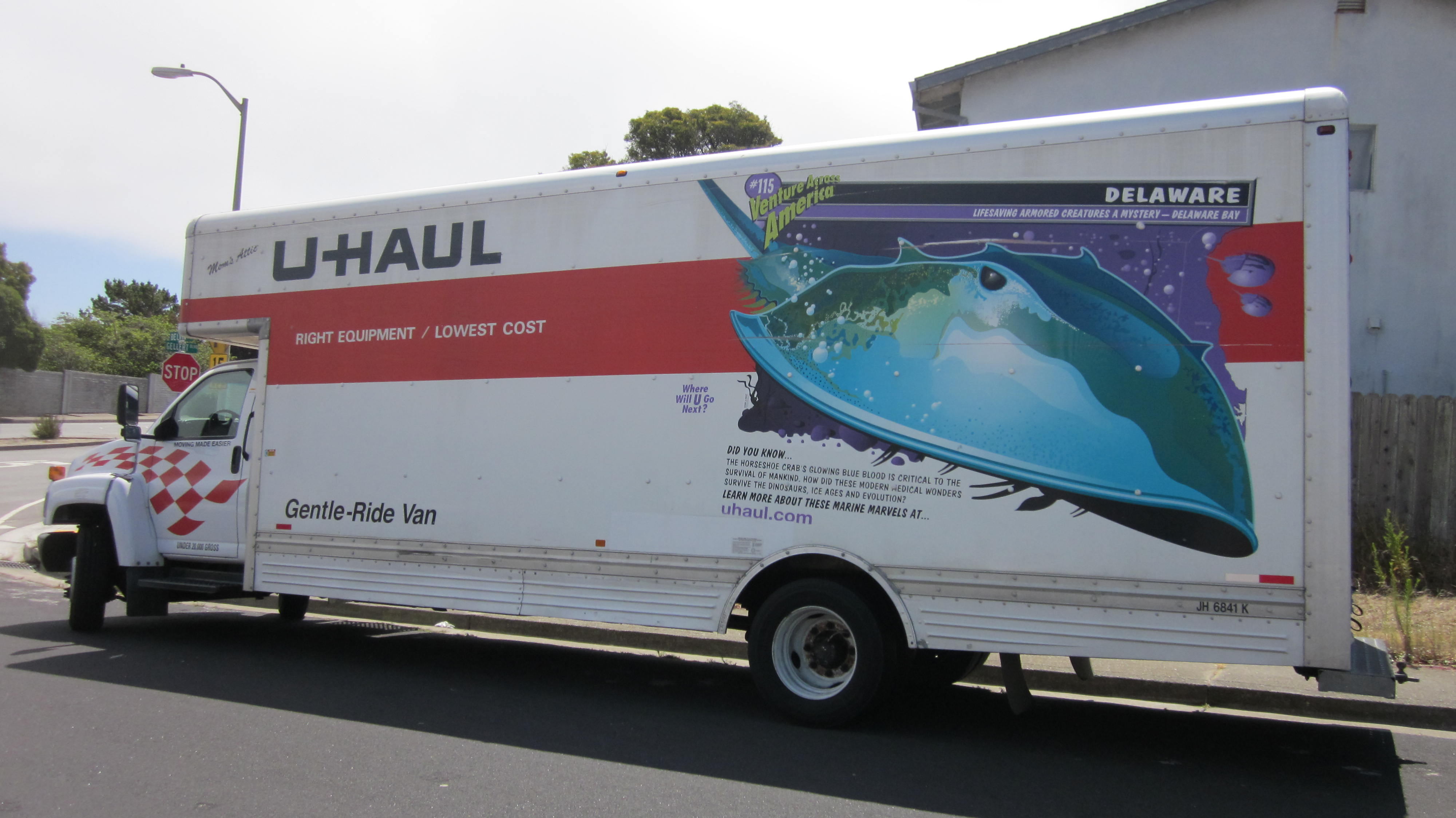
Mom's Attic.

## Problèmes de sécurité

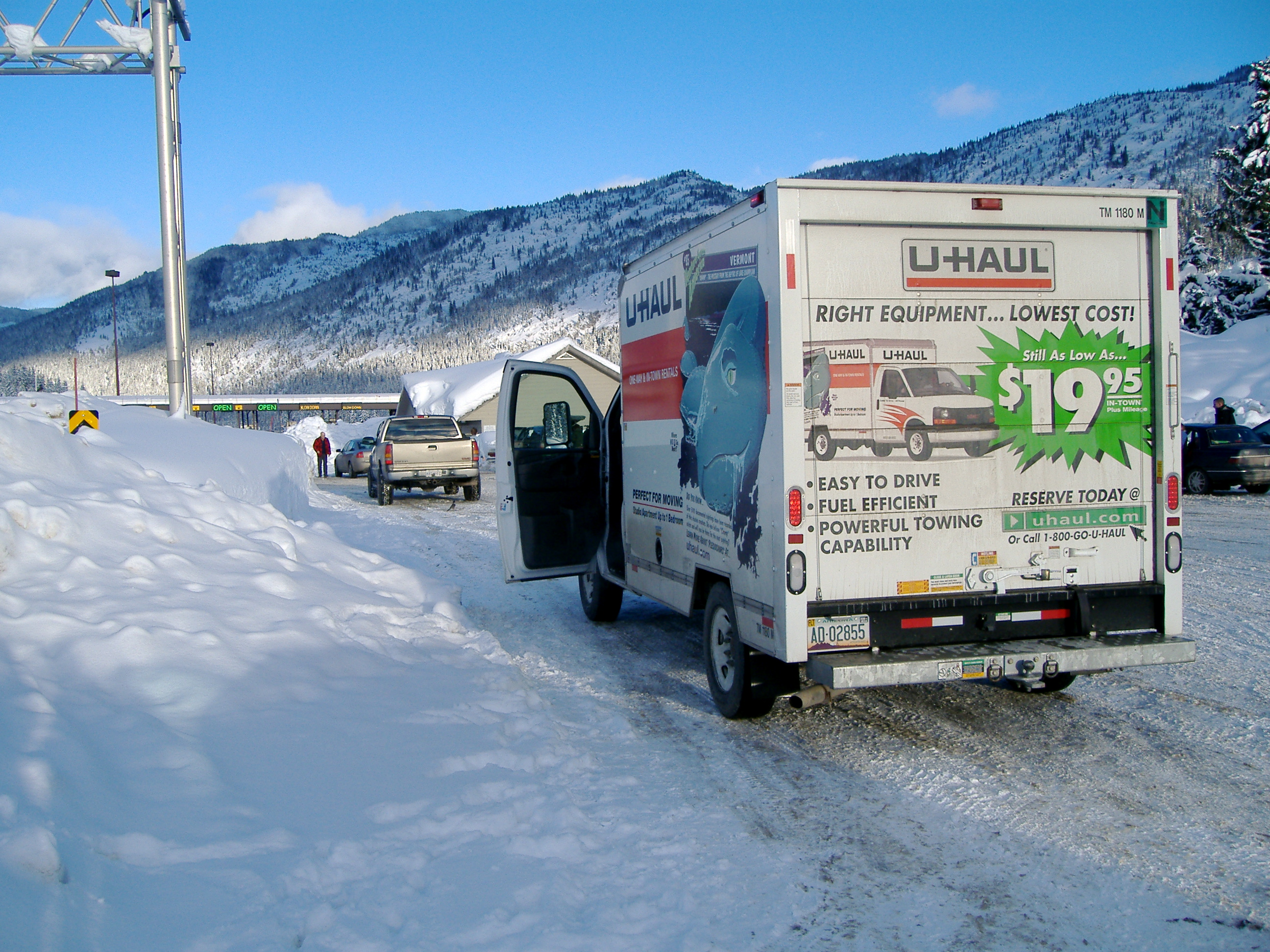
Un camion U-Haul en Colombie-Britannique.

Au Canada, diverses agences de presse ont fait écho de graves problèmes de sécurité concernant des équipements de U-Haul. En juillet 2005, le Toronto Star a rapporté des statistiques suggérant qu'environ la moitié des véhicules U-Haul en Ontario n'étaient pas sécuritaires sur la route. Peu de temps après, le ministère des Transports de la province signale que, sur 296 véhicules U-Haul inspectés à l'été 2005 (43,5 % de toutes les inspections effectuées), 58 (19,6 %) avaient des défauts de service, ce qui signifie qu'ils n'étaient pas en état de rouler. En octobre 2006, CTV mène des inspections à travers le pays et constate que les 13 camions U-Haul loués ne respectaient pas les normes de sécurité provinciales de base.
En réponse au Toronto Star, les responsables canadiens de l'entreprise citent ses politiques et procédures d'inspection que les employés et les concessionnaires sont censés suivre. En réponse aux tests de CTV, le vice-président canadien de U-Haul a admis ne pas avoir tenu compte des avertissements antérieurs pour améliorer les conditions de sécurité de leurs véhicules et a déclaré que les camions plus anciens seraient remplacés.
En octobre 2006, l'émission W5 diffusée à CTV réexamine U-Haul en louant des camions à neuf endroits au Canada. Les locations ont ensuite été emmenées chez des mécaniciens pour une inspection. Sur les neuf camions loués, sept n'ont pas respecté les normes de sécurité de base et n'ont pas été jugés en état de rouler ; les deux autres avaient des problèmes mineurs.
Le 24 juin 2007, le Los Angeles Times publie un article sur les problèmes de sécurité de U-Haul intitulé Driving With Rented Risks. Des articles connexes ont également été publiés, tels que Upkeep Lags In U-Haul's Aging Fleet et Key Trial Evidence Goes Missing. Les articles décrivent des rapports faisant état de problèmes de maintenance en cours, de falsification de dossiers de maintenance et de poursuites contre l'entreprise pour blessures et accidents avec des citations d'anciens agents de maintenance et cadres.